# Arnold Schleiff
Arnold Schleiff (* 4. Dezember 1911 in Halle (Saale); vermisst nach Oktober 1945) war ein deutscher Theologe.

## Leben
Schleiff studierte an der Friedrichs-Universität Halle und der Friedrich-Schiller-Universität Jena Evangelische Theologie. 1932 wurde er mit seinem Bruder Peter Schleiff im Corps Thuringia Jena recipiert. Am 6. Dezember 1937 wurde er in Jena zum Dr. theol. promoviert. Er habilitierte sich am 24. Februar 1939. Von 1939 bis 1945 war er Pfarrer in Lichtenhagen (Kreis Königsberg) und Dozent für Kirchengeschichte an der theologischen Fakultät der Albertus-Universität Königsberg. 1940 zum Heer (Wehrmacht) einberufen, nahm er später am Deutsch-Sowjetischen Krieg teil. Gegen Ende des Krieges war er Offizier und Abteilungsadjutant in der Festung Königsberg. Nach Otto Laschs Kapitulation am 9. April 1945 führte Schleiff eine große Gruppe deutscher Soldaten in sowjetische Kriegsgefangenschaft. Im  Kriegsgefangenenlager Georgenburg in Ostpreußen wurde er unverwundet und gesund bis zum Herbst 1945 gesehen. Dann wurden die Soldaten zur Arbeit in einem Gulagsbergwerk und die Offiziere zur politischen Umerziehung auf Antifa-Schulen abtransportiert. Über Schleiffs weiteres Schicksal ist nichts bekannt.

## Bibliographie
- Der Gottesname Jahwe. Zeitschrift der Deutschen Morgenländischen Gesellschaft, Bd. 90, Heft 3/4, 1936, ISSN 0341-0137, S. 679–702, online.
- Orthodoxie, Pietismus und Absolutismus; ein Pastoren-Prozeß. In: Zeitschrift für Kirchengeschichte. Dritte Folge, Bd. 6 = 55, Heft 3/4, 1936, ISSN 0044-2925, S. 650–660.
- Selbstkritik der lutherischen Kirchen im 17. Jahrhundert (= Neue deutsche Forschungen. Bd. 162 = Neue deutsche Forschungen. Abteilung Religions- und Kirchengeschichte. Bd. 6, ZDB-ID 401417-0). Junker und Dünnhaupt, Berlin 1937
- Sprachphilosophie und Inspirationstheorie im Denken des 17. Jahrhunderts. In: Zeitschrift für Kirchengeschichte. Dritte Folge, Bd. 8 = 57, Heft 1/2, 1938, S. 133–152.
- Luthers Deutung des Alten Testaments aus seiner Sicht der Geschichte. In: Luther. Mitteilungen der Luthergesellschaft. Jg. 21, Heft 2, 1939, ISSN 0340-6210, S. 75–82.
- Theologisch-exegetische Einleitung. In: D. Martin Luthers Werke. Kritische Gesamtausgabe (Weimarer Ausgabe). Abteilung 3: Die Deutsche Bibel. Bd. 9, Hälfte 1. Böhlau, Weimar 1939, S. IX–XXXVII.
- Theologisch-exegetische Erklärungen. In: D. Martin Luthers Werke. Kritische Gesamtausgabe (Weimarer Ausgabe). Abteilung 3: Die Deutsche Bibel. Bd. 9, Hälfte 1. Böhlau, Weimar 1939, S. 495–569
- Die Bedeutung Johann Marienwerders für Theologie und Frömmigkeit im Ordensstaat Preußen. In: Zeitschrift für Kirchengeschichte. Dritte Folge, Bd. 11 = 60, Heft 1/2, 1940, S. 49–66.
- Die Universität Prag und Preußen im 14. Jahrhundert. Hinweise für ein Kapitel einer neuen Kirchengeschichte Preußens. In: Jahrbuch für ostpreußische Kirchengeschichte. Bd. 6, 1940, ZDB-ID 512743-9, S. 5–20.
- Die Geburt der Geschichte aus dem Tragischen. In: Nationalsozialistische Monatshefte. Jg. 15, Heft 162, 2. Doppelheft, München 1944, ZDB-ID 242446-0, S. 97–101.